# Chad Hugo

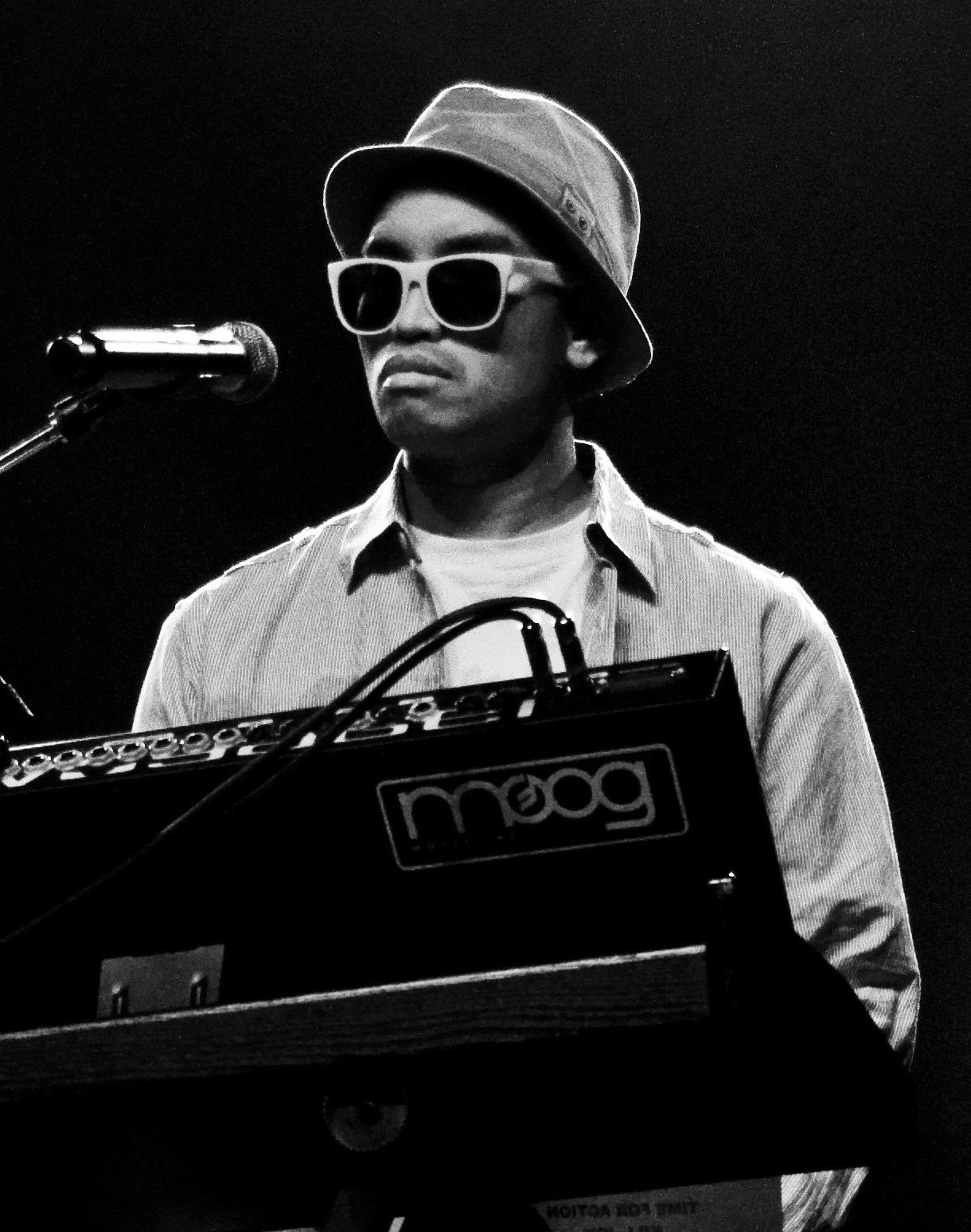
Chad Hugo

Charles Edward "Chad" Hugo (Portsmouth, Virginia, 24 februari 1974) is een producer van popmuziek. Samen met Pharrell Williams vormt hij het zeer succesvolle productiehuis The Neptunes. Ze hebben onder meer al voor de Backstreet Boys, Snoop Dogg, Kelis, Beyoncé, Mariah Carey, Jay-Z, *NSYNC, All Saints, Boyz II Men, LL Cool J, Ludacris, Nelly, Busta Rhymes, Britney Spears, Destiny's Child, Justin Timberlake, Usher en Janet Jackson gewerkt. Daarnaast heeft Hugo geproduceerd voor Kenna.
Daarnaast hebben ze ook een eigen groep, N.E.R.D wat staat voor No one Ever Really Dies. Daarin is Chad Hugo gitarist en het brein achter vele rifjes. Ook met N.E.R.D scoorden ze al enkele hits zoals Lapdance en She wants to move.
- Gemeinsame Normdatei: 135357349
- International Standard Name Identifier: 0000 0001 1442 8137
- Library of Congress Control Number: n2006084979
- MusicBrainz: 7c33a306-87ad-4cb6-9f69-bfdb8586b302
- Nationale Bibliotheek van Israël: 987007314937405171
- Virtual International Authority File: 43733538
- WorldCat: E39PBJwCWF8yVHgCx8fTGwXTpP